# Štefan Fabián
Štefan Fabián (7. prosince 1911 – 7. října 1985) byl slovenský fotbalový útočník a reprezentant.

## Hráčská kariéra
Za války nastupoval ve slovenské lize za AC Spišská Nová Ves.

### Reprezentace
Dvakrát reprezentoval Slovensko, vstřelil jeden reprezentační gól. Debutoval v den svých 30. narozenin ve Vratislavi, kde hosté prohráli s domácím Německem 0:4 (poločas 0:3). Naposled oblékl reprezentační dres 7. června 1942 v Bratislavě, kde domácí prohráli s Chorvatskem 1:2 (poločas 1:2) – Štefan Fabián byl autorem vyrovnávací branky v 8. minutě.